# Planoarchaediscus
Planoarchaediscus es un género de foraminífero bentónico de la subfamilia Archaediscinae, de la familia Archaediscidae, de la superfamilia Archaediscoidea, del suborden Fusulinina y del orden Fusulinida. Su especie tipo es Archaediscus spirillonoides. Su rango cronoestratigráfico abarca desde el Viseense hasta el Serpujoviense (Carbonífero inferior).

## Discusión
Algunas clasificaciones más recientes incluyen Planoarchaediscus en el Suborden Archaediscina, del Orden Archaediscida, de la Subclase Afusulinana y de la Clase Fusulinata.

## Clasificación
Planoarchaediscus incluye a las siguientes especies:
- Planoarchaediscus matutinus †
- Planoarchaediscus spirillonoides †